# Az ember a Fellegvárban
Az ember a Fellegvárban (angolul: The Man in the High Castle) Philip K. Dick tudományos-fantasztikus regénye, amely először 1962-ben jelent meg. Magyarul 2003-ban jelent meg Gerevich T. András fordításában. A könyv 1963-ban elnyerte a Hugo-díjat regény kategóriában.
2015-ben debütált az azonos című televíziós feldolgozása.

## Történet
Az ember a Fellegvárban világában a második világháborút Németország és a Japán Birodalom nyerte meg 1948-ban a szövetségesek ellenében. Az USA három részre szakad: a nyugati part japán befolyási övezet, a keleti part náci német befolyási övezet, a kettő között pedig egy többé-kevésbé független sziklás-hegységi övezet található.
A regény cselekménye több párhuzamos szálon fut. Az egyetlen közös pont egy könyv, a Sáska, teljes címén a Nehezen vonszolja magát a sáska. Ez a könyv egy fiktív regény, amely a regény világában egy olyan képzeletbeli világról szól, ahol a szövetségesek nyerik meg a háborút Japán és Németország ellenében. Tartalma miatt ezt a művet a náci Németországban és a teljes náci befolyási övezetben betiltották, szerzője pedig – tartva a nácik bosszújától – a világtól elzárkózva kénytelen élni a Fellegvárban.

## Megjelenések

### Angol nyelven
1. The Man in the High Castle, Putnam, 1962[1]

### Magyarul
1. Az ember a Fellegvárban; ford. Gerevich T. András, Agave Könyvek, Bp., 2003 (216 oldal)
2. Az ember a Fellegvárban; ford. Gerevich T. András, Agave Könyvek, Bp., 2010 (216 oldal)
3. Az ember a Fellegvárban; ford. Gerevich T. András, Agave Könyvek, Bp., 2015 (234 oldal)[2]
4. Az ember a Fellegvárban; ford. Gerevich T. András, Agave Könyvek, Bp., 2020 (278 oldal)
5. Az ember a Fellegvárban; ford. Gerevich T. András, Agave Könyvek, Bp., 2021 (288 oldal)

## Jegyzetek

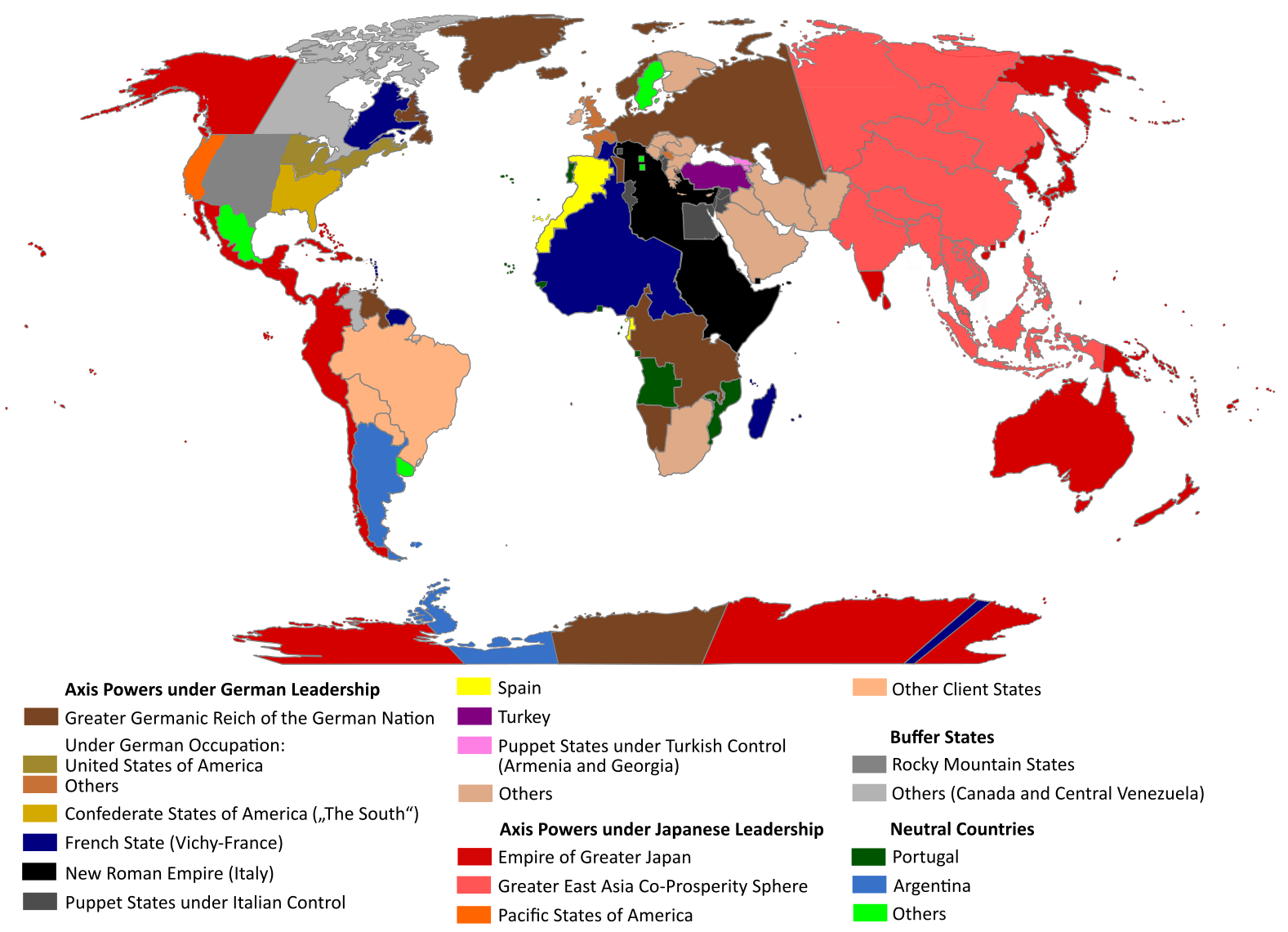
Alternatív térkép Az ember a Fellegvárban történetéhez